# 103220 Kwongchuikuen
103220 Kwongchuikuen este un asteroid din centura principală de asteroizi.

## Descriere
103220 Kwongchuikuen este un asteroid din centura principală de asteroizi. A fost descoperit pe 28 decembrie 1999 la Rock Finder de William Kwong Yu Yeung. Asteroidul prezintă o orbită caracterizată de o semiaxă mare de 2,68 ua, o excentricitate de 0,19 și o înclinație de 9,9° în raport cu ecliptica.